# إدوارد روبرتس (منافس ألعاب قوى)
إدوارد روبرتس (بالإنجليزية: Edward Roberts)‏ هو منافس ألعاب قوى أمريكي، ولد في 4 أكتوبر 1892، وتوفي في 1969.

## وصلات خارجية
- إدوارد روبرتس على موقع أوليمبيديا (الإنجليزية)